# Taylorsville (Carolina del Nord)
Taylorsville è una località degli Stati Uniti d'America, capoluogo della contea di Alexander, nello Stato della Carolina del Nord.